# Vladlena Priestman
Vladlena Priestman (nacida Vladlena Kolesnykova, Sumy, URSS, 19 de septiembre de 1967) es una deportista británica de origen ucraniano que compitió en tiro con arco, en la modalidad de arco recurvo. Estuvo casada con el arquero Richard Priestman.
Ganó una medalla de plata en el Campeonato Europeo de Tiro con Arco al Aire Libre de 1998, en la prueba individual.

## Palmarés internacional
| Campeonato Europeo al Aire Libre | Campeonato Europeo al Aire Libre | Campeonato Europeo al Aire Libre | Campeonato Europeo al Aire Libre |
| Año                              | Lugar                            | Medalla                          | Prueba                           |
| -------------------------------- | -------------------------------- | -------------------------------- | -------------------------------- |
| 1998                             | Boé/Agen (Francia)               | Medalla de plata                 | Individual                       |